# Синегуб, Иван Леонтьевич
Иван Леонтьевич Синегуб (бел. Іван Лявонцьевич Сінягуб; 20 февраля 1932 год, деревня Козловичи, Слуцкий район, Минская область — 10 декабря 2005 год, там же) — звеньевой колхоза имени Кирова Слуцкого района Минской области, Белорусская ССР. Герой Социалистического Труда (1975).

## Биография
Родился в 1932 году в крестьянской семье в деревне Козловичи. После войны работал пастухом в местном колхозе. С 1951 года проходил срочную службу в Советской Армии в составе группы Советских войск в Германии. В 1954 году возвратился после армии в родную деревню, где стал работать полеводом в колхозе имени Кирова Слуцкого района. Окончил курсы трактористов в школе механизации сельского хозяйства в деревне Положевичи (сегодня — Слуцкий государственный сельскохозяйственный профессиональный лицей). Позднее был назначен звеньевым механизированного звена по выращиванию сахарной свеклы и картофеля.
В 1974 году звено под руководством Ивана Синегуба собрало в среднем с каждого гектара по 350 центнеров картофеля. Указом Президиума Верховного Совета СССР от 10 февраля 1975 года за выдающиеся трудовые успехи при выполнении заданий девятой пятилетки по увеличению производства продукции земледелия и животноводства удостоен звания Героя Социалистического Труда с вручением ордена Ленина и золотой медали «Серп и Молот».
После выхода на пенсию проживал в родном селе, где скончался в 2005 году.